# Judas Priest
Judas Priest és una banda britànica de heavy metal, fundada l'any 1967 a Birmingham per Al Atkins, K.K Downing i Ian Hill.
Judas Priest és considerada la primera banda completament heavy metal, fent evolucionar les pautes iniciades per Black Sabbath i convertint-se en un dels grups més influents, desfent-se dels darrers vestigis de blues que hi quedaven, introduint la segona guitarra elèctrica en el conjunt i el vestuari amb cuir negre i tatxes metàl·liques.
L'any 1990 va anar a judici acusat d'introduir missatges subliminals en les seves lletres que podien haver provocat el suïcidi d'un jove i l'intent del seu amic el 1985. El cas no va prosperar i va quedar arxivat.
Al llarg de la seva carrera han venut més de 35 milions de discos.

## Àlbums
- Rocka Rolla (1974)
- Sad Wings of Destiny (1976)
- Sin After Sin (1977)
- Stained Class (1978)
- Killing Machine / Hell Bent for Leather (als Estats Units) (1978)
- British Steel (1980)
- Point of Entry (1981)
- Screaming for Vengeance (1982)
- Defenders of the Faith (1984)
- Turbo (1986)
- Ram it Down (1988)
- Painkiller (1990)
- Jugulator (1997)
- Demolition (2001)
- Angel of Retribution (2005)
- Nostradamus (2008)
- Redeemer of Souls (2014)
- Firepower (2018)
- Invincible Shield (2024)